# Pere Raimon III de Rabastens
Pere Raimon III de Rabastens (1310-1378) fill de Pere Raimon II de Rabastens, senyor de Rabastens, de Mézens i Massuguies, Senyor de Campagnac i Senescal de Poitou, Agenais, Beaucaire i Tolosa.
Va esdevenir Vescomte de Paulin per casament i ho va transmetre als seus hereus.
Casat amb Bourguine de Marestaing amb qui va tenir el fill Pere Raimon IV de Rabastens
Casat amb Finamenda de Pres amb qui va tenir els fills Pelfort VI de Rabastens i Guillem de Rabastens, vescomte de Paulin
Consul de Còrdas d'Albigés. Va ser el constructor de la casa Grand Veneur. La construcció de la casa, enfront de l'església catòlica, suposa una provocació herètica. Regida per la numerologia alquímica del 6 i el 12, inclou relleus simbòlics.